# ひとがたルイン
『ひとがたルイン』は、2004年12月24日にStudio e.go!から発売された18禁アクションRPGである

## 概要
架空の中世ファンタジー世界を舞台としたアクションRPGである。ゲームの流れとしては、大別して、ストーリーを進めるストーリーパートの間に、戦闘を行うアクションパートが入る形となっている。2周目以降に能力・アイテムの引継ぎが可能になっている。

### アクションパート
アクションパートではクーノとマクルのコンビネーションにより二通りの攻撃が可能になっている。
個別モード
クーノがナイフによる接近戦を行う。マクルは自動で支援をする。
合体モード
マクルの魔法が自由に使用可能。遠距離攻撃を自在に撃てるようになるが接近戦攻撃が出来ない。

## ストーリー
宮廷考古学者見習の主人公はある日、貴族でない主人公が取ってくるれば結婚が無くなるため幼馴染の王女ディアーネが結婚したくないために出された結婚条件、伝説の古代兵器『マクリウム』を取って来る事に協力させられる。しかしそれは、かつてこの世界に存在した7つの氏族のうち滅んだ6つの氏族の呪いが開放されて現れる『災厄』から、唯一生き残った氏族の治めるサンテマルテの王都を、サンテルマを勝利に導いたと言われる古代兵器『マクリウム』で守るためであった。果たして、彼らは全ての災厄を退けることが出来るのか？

## キャラクター

### 主要キャラクター
クーノ
声 - 雅 / みすみ
主人公。父親の跡を継いで考古学者を志望しており、宮廷考古学者見習として古代の遺跡を探索し『生きた遺産』と呼ばれる魔法の道具を発掘して博物館に収めている。本人曰く肉体労働よりも頭脳派だが、ままならない現実に嘆いている節も。幼い頃に両親のエリクとセリカが行方不明になって以降、ジークリットに育てられた。両親が行方不明となったのはパラレルワールドに行ったためで、母親がコ族のため、この土地では珍しい緑色の眼と髪の持つコ族とのハーフである。なお、彼の両親に関しては、ドラマCDで詳細が語られ、後の作品『どらぶるDAYS』の一場面で登場する。
非常に惚けた性格の上に悪乗りするため、彼と会話するとペースを崩される者が多い。
マクリウム（マクル）
声 - 野神奈菜
少女型古代兵器。見つけたときには記憶喪失で名前以外ほとんど覚えていなかったが、その割に明るく無邪気で『災厄』に対する唯一の対抗手段とは思えないほど子供らしい性格をしている。クーノのおにぎりが大好物。
ディアーナ（ディー）
声 - 風音
クーノの幼馴染のサンテルマ王国の王女。趣味は格闘で興じて格闘能力が非常に高く、幼少からの修練と代々積み重ねられた王家の力が合わさり、素手の巨大な城をも破壊するというほどの恐ろしいほどの力を持つ。あまりの力のため剣を持つと剣が折れてしまうため返って弱くなり、王城を壊しかねないので普段は王家の遺産でその力を抑え込んでいる（ただし、遺産の指環の本来の力は、持ち主となった者の力を次の持ち主にプラスするもので、後世になればなるほど多くの持ち主の力を継いで強くなる。しかし、ディアーナは単独で過去の所有者総勢でも敵わないほどに強いため、効果が正反対になっている）。王城では猫をかぶり清楚な王女を演じているが、根が活発で直情的だが好きな人間の前だけは素直になれないツンデレ。定期的にクーノの作ったケーキを食べないと禁断症状が出る。
ジークリット
声 - 金田めい
サンテルマ王国の宮廷魔術師兼、古代遺産を管理する博物館館長。クーノの育ての親であり、姉的存在だが生活能力がほとんど無く、今では逆に被保護者的存在。性格はクーノが継承しただけあって惚けており、クーノと違って敢えてボケることと天然でボケることが織り交ざっている。周囲に隠しているがは妖魔ミューファンの血を引いているため、昼間にめっぽう弱く、生肉も好物である。趣味は盆栽。突然寝る癖がある。
エリー
声 - 細田なな
クーノのライバルのトレジャーハンター。爆薬と拳銃と得意としているが抜けている面もあるボクっ娘。実は貴族の生まれで、彼女が街の外で遊んでいる最中に、町の住民ごと両親が石像に変えられ、そのときの石造の多くは国家により保護されたものの、一部が精巧な石像ということで闇オークションなどにより売買の対象となっているため、それを収集・保護するためにトレジャーハンターになった。
セイカ
声 - 木島江麻
コ族の娘で、御神体を取り戻すためにサンテルマ王国にやってきた。物静かだが、頑固な性格をしている。コ族は7つ氏族がこの地に流れ着く以前からの生きてきた先住民族の一つで、自分達を生来の土地から追い出した人間達を嫌っており彼女も例外ではない。掟によりコ族の男児試練を受け成功しない限り生きていることそのものが罪であるため、クーノの存在を知って以来彼の命を狙ってくる。なお、クーノとは従姉弟の関係にあたる。

### サブキャラクター
エーベル
声 - 相模真
クーノの親友で、王国で最年少の騎士団長。女性であることを隠している。
ヴィクトル
声 - 鉄滝次
サンテルマ王国の貴族。ディアーナの婿の座を狙っており、身分意識が強くプライドが高い為、クーノと出会うたびに必ず嫌味を言うが、惚けたクーノに逆に手玉に取られることが多い。
クルト
声 - 睦月申
マクルと同型機。マクルを付け狙う。
カリン
声 - 柴田蕗
博物館の受付をしている女性。博物館に収められた『生きた遺跡』の管理している他、新たな遺跡に関する依頼も行っている。また、彼女の体には「生きた遺産」が紋章として封じられており、それを解消するために都合がいいためここで勤めているという経緯がある。
リア
声 - 森藍子
メイドとして働く自動人形（魔力で動く自立型のロボット）。本来は警備用として作られたが、失敗が多いためにメイドとして使われている。
ローラント
声 - 一一
王都から少し離れた土地に豪邸を構える武器商人で元人形技師。リアの製作者でもある。
ごうつくばりだが、それをストレートに晒すためにクーノとは妙に馬が合う。エリーの父の弟だが、兄弟仲は悪い（様々な面で優れているエリーの父との比較される劣等感の中、自分は趣味と仕事が両立した人形技師に没頭した。そんな中、いつの間にか兄以上の財産を蓄えた時、エリーの父は事情も知らずに無神経な言葉を放ったため）。
マクレイン
声 - しゃぶ太郎
大昔に滅んだ氏族のひとつ。

## 用語
生きた遺跡
古代の遺跡のうちまだ稼動しているもの。危険なものが多く、多くのものが封印・博物館にて管理されている。
7つの氏族
はるか昔にこの地に流れ着いた7種族で、互いに覇を競い、滅ぼし滅ぼされて、最後に現在の王都サンテルマを治める一族のみが生き残った。滅んだ6つの一族は怨念となっており、機をうかがっていると伝えられている。

## スタッフ
- 原画:山本和枝

## 主題歌
オープニング
恋の歯車
作詞：CANDY
作曲：ぴょんも
歌：CANDY
エンディング
JEWEL
作詞：CANDY
作曲：ぴょんも
歌：CANDY